# Pyura pilosa
Pyura pilosa är en sjöpungsart som beskrevs av Monniot 1974. Pyura pilosa ingår i släktet Pyura och familjen lädermantlade sjöpungar.
Artens utbredningsområde är Södra Ishavet. Inga underarter finns listade i Catalogue of Life.